# Whale Pass
Whale Pass est une census-designated place d'Alaska aux États-Unis dans la région de recensement de Prince of Wales - Outer Ketchikan dont la population était de 31 habitants lors du recensement de 2010.

## Situation - climat
Elle est située sur la côte nord-est de l'île du Prince-de-Galles, au nord de Coffman Cove, sur la route forestière 25, à environ 103 km au nord de Klawock.
Les températures vont de −9 °C à 6 °C en janvier et de 8 °C à 21 °C en juillet.

## Histoire et économie locale
L'endroit a été utilisé comme un camp d'hébergement depuis 1964. Ce n'est qu'à partir de 1980 que des habitations permanentes ont été construites. Le téléphone y a été installé en 1992. L'école a fermé en 1999 faute d'élèves, lesquels étudient par correspondance.
Les habitants pratiquent une économie de subsistance et offrent aussi des hébergements touristiques.

## Démographie
| Groupe            | Whale Pass | Alaska | États-Unis |
| ----------------- | ---------- | ------ | ---------- |
| Blancs            | 87,1       | 66,7   | 72,4       |
| Océaniens         | 9,7        | 1,1    | 0,2        |
| Métis             | 3,2        | 7,3    | 2,9        |
| Autres            | 0          | 24,9   | 24,5       |
| Total             | 100        | 100    | 100        |
|                   |            |        |            |
| Latino-Américains | 3,2        | 5,5    | 16,7       |

En 2010, Adak est la localité d'Alaska au pourcentage le plus élevé d'Océano-Américains.
Selon l'American Community Survey, pour la période 2011-2015, 100 % de la population âgée de plus de 5 ans déclare parler l'anglais à la maison.
| 1980 | 1990 | 2000 | 2010 | - | - |
| ---- | ---- | ---- | ---- | - | - |
| 90   | 75   | 58   | 31   | - | - |